# Close-up
Close-up, ou simplesmente close, em cinema e audiovisual, é um tipo de plano, caracterizado pelo seu enquadramento fechado, mostrando apenas uma parte do objeto ou assunto filmado - em geral o rosto de uma pessoa. Pode ser obtido por uma grande aproximação da câmara em relação ao objeto ou personagem, ou pelo uso de uma lente objetiva com pequeno ângulo de abertura (e portanto grande distância focal).
Utilizado pela primeira vez, na língua inglesa, em 1913, o termo close-up é sinônimo de primeiro plano, grande plano e plano fechado. Sua origem é o duplo significado da palavra close, que em inglês significa tanto fechar (to close) quanto próximo (close to).
Por semelhança, o termo passou a ser usado também em outras artes visuais, como a fotografia, os quadrinhos e até mesmo a pintura, caracterizando imagens fixas com enquadramento fechado, e muito particularmente o rosto humano.